# Liste der Baudenkmäler in Altstadt II (Mülheim an der Ruhr)
Die Liste der Baudenkmäler in Altstadt II (Mülheim an der Ruhr) enthält die denkmalgeschützten Bauwerke auf dem Gebiet von Mülheim an der Ruhr-Altstadt II, Stadtbezirk Rechtsruhr-Süd, in Nordrhein-Westfalen (Stand: 12. Juli 2011). Diese Baudenkmäler sind in der Denkmalliste der Stadt Mülheim an der Ruhr eingetragen; Grundlage für die Aufnahme ist das Denkmalschutzgesetz Nordrhein-Westfalen (DSchG NRW).

| Bild                                                 | Bezeichnung | Lage                                  | Beschreibung         | Bauzeit   | Eingetragen seit | Denkmal- nummer |
| ---------------------------------------------------- | --- | ------------------------------------- | -------------------- | --------- | ---------------- | --------------- |
| weitere Bilder                                       | Ehemalige Schule an der Aktienstraße (seit 1980: Stadtarchiv) | Eppinghofen Aktienstraße 85           |                      |           |                  | 41              |
| Ensemble Bürgerstraße 3–11 und 6–10; Bürgerstraße 10 | Ensemble Bürgerstraße 3–11 und 6–10; Bürgerstraße 10 | Eppinghofen Bürgerstraße 10           |                      |           |                  | 320             |
| Ensemble Bürgerstraße 3–11 und 6–10; Bürgerstraße 11 | Ensemble Bürgerstraße 3–11 und 6–10; Bürgerstraße 11 | Eppinghofen Bürgerstraße 11           |                      |           |                  | 320             |
|                                                      | | Eppinghofen Bürgerstraße 18           | Wohnhaus Franz Hagen | 1905      |                  | 322             |
| Ensemble Bürgerstraße 3–11 und 6–10; Bürgerstraße 3  | Ensemble Bürgerstraße 3–11 und 6–10; Bürgerstraße 3 | Eppinghofen Bürgerstraße 3            |                      |           |                  | 320             |
|                                                      | | Eppinghofen Bürgerstraße 4            |                      |           |                  | 321             |
| Ensemble Bürgerstraße 3–11 und 6–10; Bürgerstraße 5  | Ensemble Bürgerstraße 3–11 und 6–10; Bürgerstraße 5 | Eppinghofen Bürgerstraße 5            |                      |           |                  | 320             |
| Ensemble Bürgerstraße 3–11 und 6–10; Bürgerstraße 6  | Ensemble Bürgerstraße 3–11 und 6–10; Bürgerstraße 6 | Eppinghofen Bürgerstraße 6            |                      |           |                  | 320             |
| Ensemble Bürgerstraße 3–11 und 6–10; Bürgerstraße 7  | Ensemble Bürgerstraße 3–11 und 6–10; Bürgerstraße 7 | Eppinghofen Bürgerstraße 7            |                      |           |                  | 320             |
| Ensemble Bürgerstraße 3–11 und 6–10; Bürgerstraße 8  | Ensemble Bürgerstraße 3–11 und 6–10; Bürgerstraße 8 | Eppinghofen Bürgerstraße 8            |                      |           |                  | 320             |
| Ensemble Bürgerstraße 3–11 und 6–10; Bürgerstraße 9  | Ensemble Bürgerstraße 3–11 und 6–10; Bürgerstraße 9 | Eppinghofen Bürgerstraße 9            |                      |           |                  | 320             |
| Ensemble Goethestraße 4–12; Goethestraße 12          | Ensemble Goethestraße 4–12; Goethestraße 12 | Eppinghofen Goethestraße 12           |                      |           |                  | 330             |
| Goethestraße 20/Schillerstraße 13, 15, 17            | Goethestraße 20/Schillerstraße 13, 15, 17 | Eppinghofen Goethestraße 20           |                      |           |                  | 333             |
| Ensemble Goethestraße 4–12; Goethestraße 4           | Ensemble Goethestraße 4–12; Goethestraße 4 | Eppinghofen Goethestraße 4            |                      |           |                  | 330             |
|                                                      | | Eppinghofen Goethestraße 5            |                      |           |                  | 331             |
| Ensemble Goethestraße 4–12; Goethestraße 6           | Ensemble Goethestraße 4–12; Goethestraße 6 | Eppinghofen Goethestraße 6            |                      |           |                  | 330             |
|                                                      | | Eppinghofen Goethestraße 7            |                      |           |                  | 332             |
| Ensemble Goethestraße 4–12; Goethestraße 8 und 10    | Ensemble Goethestraße 4–12; Goethestraße 8 und 10 | Eppinghofen Goethestraße 8 und 10     |                      |           |                  | 330             |
|                                                      | | Eppinghofen Heißener Straße 53        |                      |           |                  | 334             |
|                                                      | | Eppinghofen Heißener Straße 98–106    |                      |           |                  | 335             |
|                                                      | | Eppinghofen Hornstraße 18             |                      |           |                  | 450             |
|                                                      | | Eppinghofen Hornstraße 20             |                      |           |                  | 632             |
| Klopstockstraße 10                                   | Klopstockstraße 10 | Eppinghofen Klopstockstraße 10        |                      |           |                  | 238             |
|                                                      | | Eppinghofen Kuhlenstraße 12           |                      |           |                  | 553             |
|                                                      | | Eppinghofen Kuhlenstraße 16           |                      |           |                  | 552             |
|                                                      | | Eppinghofen Lessingstraße 5           |                      |           |                  | 353             |
| Ensemble Rückertstraße 9, 11, 15, 17, 23, 25         | Ensemble Rückertstraße 9, 11, 15, 17, 23, 25 | Eppinghofen Rückertstraße 11          |                      |           |                  | 247             |
| Ensemble Rückertstraße 9, 11, 15, 17, 23, 25         | Ensemble Rückertstraße 9, 11, 15, 17, 23, 25 | Eppinghofen Rückertstraße 15          |                      |           |                  | 247             |
|                                                      | | Eppinghofen Rückertstraße 16          |                      |           |                  | 359             |
| Ensemble Rückertstraße 9, 11, 15, 17, 23, 25         | Ensemble Rückertstraße 9, 11, 15, 17, 23, 25 | Eppinghofen Rückertstraße 17          |                      |           |                  | 247             |
| Ensemble Rückertstraße 9, 11, 15, 17, 23, 25         | Ensemble Rückertstraße 9, 11, 15, 17, 23, 25 | Eppinghofen Rückertstraße 23–25       |                      |           |                  | 247             |
|                                                      | | Eppinghofen Rückertstraße 5           |                      |           |                  | 139             |
|                                                      | | Eppinghofen Rückertstraße 7           |                      |           |                  | 246             |
| Ensemble Rückertstraße 9, 11, 15, 17, 23, 25         | Ensemble Rückertstraße 9, 11, 15, 17, 23, 25 | Eppinghofen Rückertstraße 9           |                      |           |                  | 247             |
|                                                      | | Eppinghofen Scheffelstraße 11         |                      |           |                  | 622             |
|                                                      | | Eppinghofen Scheffelstraße 18         |                      |           |                  | 365             |
|                                                      | | Eppinghofen Scheffelstraße 9          |                      |           |                  | 618             |
| Ensemble Schillerstraße 13, 15 und Goethestraße 20   | Ensemble Schillerstraße 13, 15 und Goethestraße 20 | Eppinghofen Schillerstraße 13         |                      |           |                  | 366             |
| Ensemble Schillerstraße 13, 15 und Goethestraße 20   | Ensemble Schillerstraße 13, 15 und Goethestraße 20 | Eppinghofen Schillerstraße 15         |                      |           |                  | 366             |
| Schillerstraße 17 / Goethestraße 20                  | Schillerstraße 17 / Goethestraße 20 | Eppinghofen Schillerstraße 17         |                      |           |                  | 333             |
|                                                      | | Eppinghofen Uhlandstraße 41           |                      |           |                  | 642             |
|                                                      | | Eppinghofen Uhlandstraße 43           |                      |           |                  | 643             |
|                                                      | | Eppinghofen Uhlandstraße 50           |                      |           |                  | 368             |
|                                                      | | Eppinghofen Uhlandstraße 54           |                      |           |                  | 369             |
|                                                      | | Eppinghofen Uhlandstraße 61           |                      |           |                  | 675             |
|                                                      | | Eppinghofen Uhlandstraße 65           |                      |           |                  | 370             |
| Ensemble Wielandstraße 17, 19, 21, 23, 25            | Ensemble Wielandstraße 17, 19, 21, 23, 25 | Eppinghofen Wielandstraße 17          |                      |           |                  | 252             |
| Ensemble Wielandstraße 17, 19, 21, 23, 25            | Ensemble Wielandstraße 17, 19, 21, 23, 25 | Eppinghofen Wielandstraße 19          |                      |           |                  | 252             |
| Ensemble Wielandstraße 17, 19, 21, 23, 25            | Ensemble Wielandstraße 17, 19, 21, 23, 25 | Eppinghofen Wielandstraße 21          |                      |           |                  | 252             |
| Ensemble Wielandstraße 17, 19, 21, 23, 25            | Ensemble Wielandstraße 17, 19, 21, 23, 25 | Eppinghofen Wielandstraße 23          |                      |           |                  | 252             |
| Ensemble Wielandstraße 17, 19, 21, 23, 25            | Ensemble Wielandstraße 17, 19, 21, 23, 25 | Eppinghofen Wielandstraße 25          |                      |           |                  | 252             |
| Siedlung Papenbusch                                  | Siedlung Papenbusch | Mellinghofen Gießerstraße 13–23       |                      |           |                  | 620             |
| Siedlung Papenbusch                                  | Siedlung Papenbusch | Mellinghofen Gießerstraße 14–18       |                      |           |                  | 620             |
| Siedlung Papenbusch                                  | Siedlung Papenbusch | Mellinghofen Gießerstraße 2–8         |                      |           |                  | 620             |
| Siedlung Papenbusch                                  | Siedlung Papenbusch | Mellinghofen Gießerstraße 22–42       |                      |           |                  | 620             |
| Siedlung Papenbusch                                  | Siedlung Papenbusch | Mellinghofen Gießerstraße 27–33       |                      |           |                  | 620             |
| Siedlung Papenbusch                                  | Siedlung Papenbusch | Mellinghofen Gießerstraße 39–41       |                      |           |                  | 620             |
| Siedlung Papenbusch                                  | Siedlung Papenbusch | Mellinghofen Gießerstraße 46–60       |                      |           |                  | 620             |
| Siedlung Papenbusch                                  | Siedlung Papenbusch | Mellinghofen Gießerstraße 49–59       |                      |           |                  | 620             |
| Siedlung Papenbusch                                  | Siedlung Papenbusch | Mellinghofen Im Winkel 1–5            |                      |           |                  | 620             |
| Siedlung Papenbusch                                  | Siedlung Papenbusch | Mellinghofen Im Winkel 2–6            |                      |           |                  | 620             |
| Siedlung Papenbusch                                  | Siedlung Papenbusch | Mellinghofen Josef-Zerwes-Weg 1–19    |                      |           |                  | 620             |
| Siedlung Papenbusch                                  | Siedlung Papenbusch | Mellinghofen Josef-Zerwes-Weg 4 und 6 |                      |           |                  | 620             |
| Siedlung Papenbusch                                  | Siedlung Papenbusch | Mellinghofen Martinstraße 14–30       |                      |           |                  | 620             |
| Siedlung Papenbusch                                  | Siedlung Papenbusch | Mellinghofen Martinstraße 15–31       |                      |           |                  | 620             |
| Siedlung Papenbusch                                  | Siedlung Papenbusch | Mellinghofen Martinstraße 34–46       |                      |           |                  | 620             |
| Siedlung Papenbusch                                  | Siedlung Papenbusch | Mellinghofen Martinstraße 35 und 37   |                      |           |                  | 620             |
| Siedlung Papenbusch                                  | Siedlung Papenbusch | Mellinghofen Martinstraße 41          |                      |           |                  | 620             |
| Siedlung Papenbusch                                  | Siedlung Papenbusch | Mellinghofen Martinstraße 50–58       |                      |           |                  | 620             |
| Siedlung Papenbusch                                  | Siedlung Papenbusch | Mellinghofen Mühlenstraße 13–23       |                      |           |                  | 620             |
|                                                      | | Mellinghofen Mühlenstraße 37          |                      |           |                  | 669             |
| Siedlung Papenbusch                                  | Siedlung Papenbusch | Mellinghofen Papenbuschstraße 34–80   |                      |           |                  | 620             |
| Siedlung Papenbusch                                  | Siedlung Papenbusch | Mellinghofen Papenbuschstraße 43–89   |                      |           |                  | 620             |
| Siedlung Papenbusch                                  | Siedlung Papenbusch | Mellinghofen Papenbuschstraße 93      |                      |           |                  | 620             |
| Siedlung Papenbusch                                  | Siedlung Papenbusch | Mellinghofen Papenbuschstraße 97–151  |                      |           |                  | 620             |
| Siedlung Papenbusch                                  | Siedlung Papenbusch | Mellinghofen Schuckertstraße 1–11     |                      |           |                  | 620             |
| Siedlung Papenbusch                                  | Siedlung Papenbusch | Mellinghofen Schuckertstraße 2–12     |                      |           |                  | 620             |
| Siedlung Papenbusch                                  | Siedlung Papenbusch | Mellinghofen Siemensstraße 13–31      |                      |           |                  | 620             |
| Siedlung Papenbusch                                  | Siedlung Papenbusch | Mellinghofen Siemensstraße 1–9        |                      |           |                  | 620             |
| Siedlung Papenbusch                                  | Siedlung Papenbusch | Mellinghofen Siemensstraße 2–28       |                      |           |                  | 620             |
| Siedlung Papenbusch                                  | Siedlung Papenbusch | Mellinghofen Stahlstraße 1–11         |                      |           |                  | 620             |
| Siedlung Papenbusch                                  | Siedlung Papenbusch | Mellinghofen Stahlstraße 2–12         |                      |           |                  | 620             |
| Siedlung Papenbusch                                  | Siedlung Papenbusch | Mellinghofen Thomasstraße 1–19        |                      |           |                  | 620             |
| Siedlung Papenbusch                                  | Siedlung Papenbusch | Mellinghofen Thomasstraße 25          |                      |           |                  | 620             |
| Siedlung Papenbusch                                  | Siedlung Papenbusch | Mellinghofen Thomasstraße 33–43       |                      |           |                  | 620             |
| Siedlung Papenbusch                                  | Siedlung Papenbusch | Mellinghofen Thomasstraße 6–40        |                      |           |                  | 620             |
| Siedlung Papenbusch                                  | Siedlung Papenbusch | Mellinghofen Tiegelstraße 24–42       |                      |           |                  | 620             |
| Siedlung Papenbusch                                  | Siedlung Papenbusch | Mellinghofen Tiegelstraße 41–47       |                      |           |                  | 620             |
| Siedlung Papenbusch                                  | Siedlung Papenbusch | Mellinghofen Tiegelstraße 4–10        |                      |           |                  | 620             |
| Siedlung Papenbusch                                  | Siedlung Papenbusch | Mellinghofen Tiegelstraße 56, 58      |                      |           |                  | 620             |
| Siedlung Papenbusch                                  | Siedlung Papenbusch | Mellinghofen Tiegelstraße 69, 71      |                      |           |                  | 620             |
|                                                      | | Kappenstraße 45                       |                      |           |                  | 157             |
|                                                      | | Striepens Weg 60 bis 62               |                      |           |                  | 111             |
| weitere Bilder                                       | Ehemaliges Verwaltungsgebäude der Kraftwerk Union AG (KWU) | Mellinghofer Straße 55 Karte          |                      | 1975–1978 | 9. März 2021     | 707             |
| weitere Bilder                                       | ehem. Ausbildungszentrum, bestehend aus einem Schulungs- und Verwaltungsgebäude mit Treppenturm, Werkstatthalle, Sozialgebäude und Transformatorenhaus der Phoenix-Rheinrohr AG | Sandstraße 130 Karte                  |                      | 1958/1959 | 29. Juni 2021    | 709             |

- Karte mit allen Koordinaten:
- OSM |
- WikiMap